# Стів Маттін
Стівен Маттін (англ. Steve Mattin) — британський автомобільний дизайнер. Він відомий як головний конструктор АвтоВАЗу Lada, а також дизайнер автомобілів Mercedes ML-Class і GL-Class E.

## Життєпис
Стів Маттін народився 29 жовтня 1964 року в Бедфорді, Англія, і виріс у Вуттоні. У 1987 році закінчив Університет Ковентрі за спеціальністю промисловий дизайн.

## Кар'єра
У 1987 році Маттін приєднався до Mercedes-Benz у Зіндельфінгені, де став дизайнером Daimler-Benz. Працював на цій посаді до 1990 року, коли отримав звання старшого дизайнера. У 1993 році його підвищили до менеджера з дизайну, де він залишався до 2000 року, коли його підвищили до старшого менеджера з дизайну. З 2003 по 2005 роки його робота включала нагляд за внутрішнім і зовнішнім дизайном/редизайном S-класу, M-класу MKII (W164), SL, SLK MKII (R171), SLR McLaren, Maybach Mercedes і концепції Grand Sports Tourer та його подальшої серійної версії. Також йому приписують дизайн автомобілів Mercedes ML-Class і GL-Class.

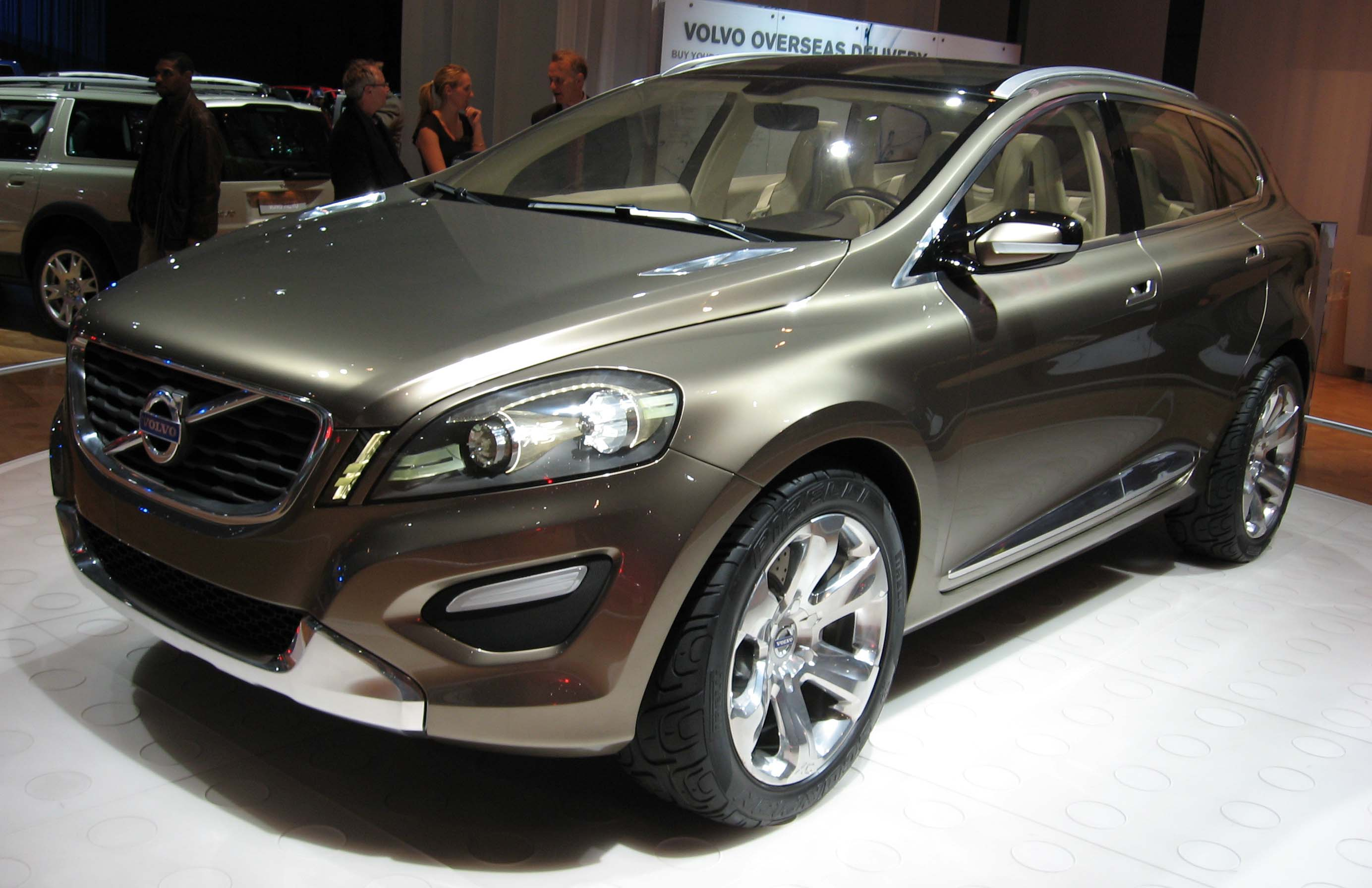
Volvo XC60 Concept, 2007 рік

У 2004 році Маттін приєднався до Volvo Car Corporation, де обіймав посаду головного дизайнера. З 2005 по 2009 рік він працював в організації віце-президентом, директором з дизайну та членом правління. Він керував створенням концептуальних автомобілів Volvo S60, V60 і XC60. Він відповідав за всю роботу над дизайном у 3 глобальних дизайнерських студіях: Гетеборг, Барселона та Камарілло, а також працював з усіма PR-комунікаціями щодо дизайну всіх автомобілів Volvo, випущених з 2005 по 2009 рік.
Після роботи з Volvo Маттін почав викладати в університеті Умео у Швеції. Він також продовжує пропонувати незалежні консалтингові послуги, зосереджуючись на проєктах брендингу та дизайну, а також додатково переглядає програми та проєкти для організації з виробництва оригінального обладнання в Азії.
У 2011 році Маттін почав працювати головним дизайнером Lada АвтоВАЗ, що входить до альянсу Renault-Nissan. У серпні 2012 року на Московському міжнародному автомобільному салоні АвтоВАЗ представив новий позашляховик Lada XRAY від Mattin.

## Відзнаки та нагороди
- 1986: Фіналіст конкурсу PRI Plastics on the Road[1]
- 1987: Переможець конкурсу стипендії Королівського товариства мистецтв[1]
- 1997: Журнал Autocar назвав «Дизайнером року»[1] за дизайн екстер'єру екстраординарного на той час автомобіля А-класу.
- 2004: Посідає 43 місце в рейтингу 100 найвпливовіших британців в автомобільній промисловості за версією Autocar 2004[1]